# Minusränta
Minusränta (även negativ nominell ränta) innebär en nominell ränta som är under 0 %, vilket skapar ett omvänt förhållande mellan lån och sparande: utgifter för sparande och inkomster för lånande. 
För en bank innebär minusränta en avgift för att ha betalningsmedel insatta hos en centralbank. Avgiftens syfte är att öka konsumtion och investeringar genom att motivera bankers utlåning av pengar till företag och konsumenter, istället för att sätta in pengarna hos en centralbank. Minusräntor har beskrivits i termer av "experiment" och som en oortodox desperat sista åtgärd när traditionella metoder inte är effektiva nog.

## Historik
Mellan 1961 och 1964 tog schweiziska banker ut minusränta på utländska insättningar i schweiziska franc. Liknande avgifter togs ut under 1970-talet, med start i juli 1972, i syfte att avstyra en värdestegring av franc på grund av utländska investeringar i franc som en följd av att det brittiska pundet fick en flytande växelkurs efter upplösningen av Bretton Woodssystemet.
Från 1990-talet och framåt har räntorna i världens tongivande ekonomier varit på nedgång. En sprucken japansk spekulationsbubbla under tidigt 1990-tal bidrog till att vissa typer av japanska 6-månaders statsobligationer under en kort period mellan 5 och 6 november 1998 hade en avkastning på -0,005 %, vilket rapporterades av internationella medier som en kuriositet, bland annat av de amerikanska tidningarna Washington Post och New York Times.
Finanskrisen 2007–2008 innebar dämpad tillväxt och låg inflation världen över. I försök att undvika recession sänkte USA:s centralbank FED sin styrränta från 5,25 % till 0,25 % mellan hösten 2007 och slutet av 2008. Europas centralbank ECB följde efter och sänkte sin styrränta från 4,25 % till 1 % från slutet av 2008 till maj 2009. Sveriges centralbank Riksbanken följde efter i juli 2009 genom att sänka sin styrränta reporäntan från 0,50 % till 0,25 %, vilket hade följdeffekten att inlåningsräntan blev negativ: -0,25 %. Därmed blev Riksbanken den första centralbanken att nyttja minusränta i försök att stödja ekonomin.
Länder som sedan 2012 haft minusränta inkluderar: Danmark, Schweiz, Sverige, Bulgarien, Japan och Ungern. ECB sänkte i juni 2014 sin depositränta till -0,10 %, och blev den dittills största centralbanken med minusränta.

## Minusränta i Sverige
Riksbankens negativa inlåningsränta från juli 2009, som följd av en rekordlåg reporänta, bestod till september 2010. På grund av låg inflation och osäkerheter i omvärlden sänkte Riksbanken i februari 2015 reporäntan från 0 % till historiskt låga -0,10 %. Reporäntan var negativ mellan 12 februari 2015 och 7 januari 2020.